# Bandera de Laos
La bandera de Laos fou adoptada el 2 de desembre de 1975. Està formada per tres faixes horitzontals; la superior i la inferior són de color vermell, mentre que la del mig és blava. Al centre s'hi troba un disc blanc amb un diàmetre de 4/5 de l'alçada de la bandera.
La bandera ja es va adoptar per primera vegada el 1945 sota el govern de curta durada del moviment nacionalista Lao Issara de 1945 a 1946, i després pel de Pathet Lao. És una de les dues banderes d'un país actualment socialista (l'altra és Cuba) que no utilitza cap símbol comunista.

## Construcció i dimensions

Plantilla de construcció de la bandera.

### Colors
El color vermell representa la sang vessada per aconseguir la independència, el blau representa el riu Mekong o la santedat del país. El disc blanc simbolitza la lluna damunt el riu Mekong, o també la unitat del país sota el govern comunista.
| Model de color | Blau        | Vermell     | Blanc         |
| -------------- | ----------- | ----------- | ------------- |
| CMYK           | 100-62-0-59 | 0-92-82-19  | 0-0-0-0       |
| RGB            | 0, 40, 104  | 206, 17, 38 | 255, 255, 255 |
| HTML           | #002868     | #CE1126     | #FFFFFF       |

## Banderes històriques

### Regne de Laos

Bandera del Regne de Laos (1952-1975)

De 1952 a 1975 hi va haver un sistema de govern monàrquic, que va ser derrocat el 1975. El país estava representat per una bandera vermella amb un elefant tricèfal. Per damunt l'elefant hi havia un para-sol blanc i l'elefant era situat sobre un pedestal de cinc esglaons. L'elefant blanc era el símbol reial utitlitzat a l'Àsia del sud-est, i els tres caps representaven els tres antics regnes de Vientiane, Luang Prabang i Xieng Khuang a partir dels quals es va formar Laos. El para-sol blanc era igualment un símbol reial, que troba els seus orígens en el mont Meru de la filosofia hinduista. El pedestal representava la llei sobre la qual reposa el país. Alguna comunitat a la diàspora la continua usant.

## Anteriors

Regne de Vientiane (1707–1828)
Regne de Luang Prabang (1707–1893)
Regne de Champasak (1713–1947)
Regne de Luang Prabang com a protectorat francès (1893–1947)